# Alexandre Dipoko Ewané
Alexandre Dipoko Ewané est un athlète franco-camerounais, handicapé du bras gauche, né le 22 février 1996 à Saint-Herblain. Il concourt sous les couleurs de la France en saut en hauteur.

## Biographie
Alexandre Dipoko Ewané a d'abord été attiré par le football, suivant les traces de son père, joueur professionnel camerounais. Mais à l'âge de 10 ans, il découvre l'athlétisme, et plus particulièrement le saut en hauteur.
Il est double champion  d'Europe de saut en hauteur en 2015 et 2016.

## Statistiques

### Meilleurs records personnels
| Discipline      | Résultat | Date        | Score | Légalité   |
| --------------- | -------- | ----------- | ----- | ---------- |
| Saut en hauteur | 1,89     | 2 juin 2024 | 818   | Non légal. |

## Palmarès
| Année | Compétition           | Lieu      | Résultat          | Épreuve             |
| ----- | --------------------- | --------- | ----------------- | ------------------- |
| 2024  | Jeux paralympiques    | Paris     | 8e                | Saut en hauteur T47 |
| 2021  | Championnats d'Europe | Bydgoszcz | Médaille d'argent | Saut en hauteur T47 |
| 2019  | Championnats du monde | Dubaï     | 10e               | Saut en hauteur T47 |
| 2018  | Championnats d'Europe | Berlin    | Médaille d'or     | Saut en hauteur T47 |
| 2017  | Championnats du monde | Londres   | 5e                | Saut en hauteur T47 |
| 2016  | Championnats d'Europe | Grosseto  | Médaille d'or     | Saut en hauteur T47 |
| 2015  | Championnats d'Europe | Split     | Médaille d'argent | Saut en hauteur T47 |